# Unterfürberg
Unterfürberg ist ein Gemeindeteil der kreisfreien Stadt Fürth (Regierungsbezirk Mittelfranken, Bayern). Unterfürberg liegt in der Gemarkung Dambach.

## Geografie
Das Dorf liegt drei Kilometer westlich des historischen Fürther Stadtkernes. Westlich führt der Main-Donau-Kanal vorbei und früher entsprang bei dem Ort der Scherbsgraben. Dieser ist mittlerweile überbaut, durchfließt Unterfürberg verdolt und das Restgerinne mündet weiter nordöstlich schließlich in die Rednitz.
Die Bayerische Uraufnahme zeigt den Weiler Unterfürberg in den 1810er Jahren mit neun Herdstellen.

## Geschichte
1303 wurde der Ort als „Nidern Fuerenberg“ erstmals urkundlich erwähnt, als Burggraf Konrad der Fromme die Vogtei über die Hofmark Fürth – wozu auch Unterfürberg gehörte –  an das Domkapitel in Bamberg abtrat. Es ist davon auszugehen, dass der Ortsname wie auch die alte Bezeichnung für den Fürther Stadtwald „Förberich“ (bis 1732 bezeugt) sich vom althochdeutschen Wort „foraha“ (=Föhre) ableiten. Das „-ich“ in Förberich ist vielleicht eine Kollektivendung, die bei Fürberg zu „berg“ zusammengezogen oder umgedeutet ist; doch kann das „i“ auch ein Einschubvokal sein (vgl. mundartliche Aussprache), so dass berich als „-berg“ (=Anhöhe) zu deuten ist. Überliefert sind auch die Schreibweisen „Nideren Furchenbech“ (1314) und „Nydernfurenberg“ (1414).
1349 wurden Ober- und Unterfürberg von ihrer Mutterkirche Sankt Martin getrennt und Burgfarrnbach kirchlich zugewiesen.
Gegen Ende des 18. Jahrhunderts gab es in Unterfürberg 5 Anwesen (2 Höfe, 2 Güter, 1 Haus). Das Hochgericht übte das brandenburg-ansbachische Oberamt Cadolzburg aus. Die Dorf- und Gemeindeherrschaft und die Grundherrschaft über alle Anwesen hatte das bambergische Dompropsteiamt Fürth.
Von 1797 bis 1808 unterstand der Ort der Polizeicommision Fürth. Im Rahmen des Gemeindeedikts wurde Unterfürberg dem 1808 gebildeten Steuerdistrikt Dambach und der im selben Jahr gegründeten Ruralgemeinde Dambach zugeordnet. Seit dem 1. Januar 1901 gehört Unterfürberg zur Stadt Fürth.
Das Dorf hatte zwar nie eine Kirche, richtet aber jährlich eine eigene Kirchweih aus. Weiterhin bestehen eine Tauchschule, ein Spielplatz und mehrere Restaurants. Zu den ältesten noch bestehenden Gebäuden in Unterfürberg zählt das Haus des heutigen Grundstücks Reichsbodenweg 50, welches um 1928 erbaut und 2013 restauriert wurde.

### Einwohnerentwicklung
| Jahr      | 001818 | 001840 | 001861 | 001871 | 001885 | 001900 | 001925 | 001950 | 001961 | 001970 | 001987        | 002021 |
| Einwohner | 69     | 103    | 94     | 117    | 122    | *      | *      | 410    | 808    | 830    | 910           | 1484   |
| Häuser    | 8      | 12     |        |        | 12     | *      | *      | 40     | 129    |        | 258           |        |
| Quelle    | [ 10 ] | [ 11 ] | [ 12 ] | [ 13 ] | [ 14 ] | [ 15 ] | [ 16 ] | [ 17 ] | [ 18 ] | [ 19 ] | [ 20 ] [ 21 ] |        |

## Religion
Unterfürberg ist seit der Reformation evangelisch-lutherisch geprägt und war ursprünglich nach St. Johannis (Burgfarrnbach) gepfarrt, später war die Pfarrei St. Michael (Fürth) zuständig, heute ist es die Erlöserkirche (Dambach). Die Einwohner römisch-katholischer Konfession sind nach St. Nikolaus (Fürth) gepfarrt.

## Verkehr
- Gemeindestraßen erschließen den Ort zu den Nachbarorten und dem Stadtkern hin. An der Breslauer Straße besteht ein Auffahrtsmöglichkeit auf die Südwesttangente.
- Nördlich führt die Bahnstrecke Fürth–Würzburg am Ort vorbei. Am Haltepunkt Fürth-Unterfürberg halten die S-Bahn-Linie S6 von Nürnberg nach Neustadt a. d. Aisch und die Regionalbahnlinie RB12 von Fürth nach Markt Erlbach.
- Der ÖPNV bedient Unterfürberg mit der VGN-Buslinie 171. Im Nachbarort Hardhöhe verkehrt am U-Bahnhof Fürth Hardhöhe die U 1.
- Luftfahrt: Die nächstgelegenen Flugplätze sind der Flughafen Nürnberg, neun Kilometer östlich und der Flugplatz Herzogenaurach, zwölf Kilometer nordwestlich.
- Schifffahrt: Seit dem Sommer 1972 steht an der Lände Fürth nördlich von Unterfürberg am Main-Donau-Kanal ein kleines, leistungsfähiges trimodales Güterverkehrszentrum Schiff/Schiene/Straße zur Verfügung.